# ディシディア デュオデシム ファイナルファンタジー
『ディシディア デュオデシム ファイナルファンタジー』（DISSIDIA 012 [duodecim] FINAL FANTASY、略称: DDFFなど）は、スクウェア・エニックスより2011年3月3日に発売されたPlayStation Portable専用のコンピュータゲーム。
なお、本作の序章として2011年1月18日より配信されている『ディシディア デュオデシム プロログス ファイナルファンタジー』（DISSIDIA duodecim prologus FINAL FANTASY、略称: DDPFF、プロログスなど）についても本項で解説する。

## 概要
本作は2008年12月に発売された歴代FFシリーズのキャラクターを操作して戦う3Dアクションゲーム『ディシディア ファイナルファンタジー』（略称DFF）の続編である。サブタイトルの「デュオデシム」(duodecim)はラテン語で「12」を意味する。キャラクター、マップ、BGM、召喚獣は前作で登場した物に加え新たな物が多数追加されており、コミュニケーション要素も強化されている。前作と同様キャラクターデザインは野村哲也が務め、ナレーションも菅原文太が続投している。デュオデシムというサブタイトルは「単に『ディシディアII ファイナルファンタジー』と付けてもインパクトが無い」「コスモスとカオスの13回目の戦いを描いた前作はラストでしっかりと完結しているためその続きを描くのは困難であり、それであれば過去の話に当たる12回目のストーリーを描いた方が面白くなるし描きやすい」という二つの意味を込めて名付けられた。前作同様、ソフト単品版とPSP本体同梱版が発売され、同梱版には前作同様天野喜孝のコスモスとカオスのイラストが描かれる。
本作のストーリーの時間軸は前作より過去であり、かつて街が存在し、今は荒れ果て、闇に閉ざされてしまった世界を舞台に「本作で初登場するキャラクターが何故前作の戦いに参加していないのか」を鍵とした 前作の一つ前のコスモスとカオスの戦い、“最終決戦に向かう敗北の物語――”が描かれている他、2D部分のイベントが増えてさらに物語に深みを与えてリメイクされた前作のストーリーも収録されている
。本作のプレイ予想時間は12回目の戦いだけで15時間程度、12と13を合わせると60時間程になるとの試算である。
初動売上は30万4789本であり、前作同様発売週一位を獲得している。
キャラクターは人気やユーザーからの参戦要望が高かったキャラクターやスタッフが出したかったキャラクターが多数追加され、システム面では「RPG好きのユーザーに対する訴求をより高める」ための ワールドマップを移動するストーリーモードや、「EXモードと対となる新たな戦闘システム」となる 他のキャラクターを召喚して攻撃や防御をしてもらうアシストシステムが搭載されている。この他BGMや召喚獣もさらに増えている。
『DFF』『DFFUT』のセーブデータを継承してプレイする事も可能であり、継承すると続投キャラのレベル等一部の要素を引き継ぐ事が出来る。引き継げる要素については「前作をプレイしたユーザーがまたこの作業をやり直すのかと思う部分」となっている。
2011年1月18日に発売に先駆け先行配信版である『ディシディア デュオデシム プロログス ファイナルファンタジー』（以下『プロログス』）が配信された。『プロログス』には本作の序章となるストーリーモードとCPUを相手に連戦を勝ち抜くアーケードモードが収録されている。『プロログス』のセーブデータは本編に引き継ぐ事ができ、入手したアクセサリーを引き継げる他、引き継ぎを行うとその特典としてアシスト専用キャラのエアリスが使用できるようになる。『プロログス』は体験版では無く先行配信版として製作されており、使用できるキャラクターが限られていても十分楽しめるように製作されている。プロログスのプレイ所要時間はやりこんだ場合でおよそ10時間程になるとされている。この配信は前作でディレクターを務めていた荒川健の「前作とは違うプロモーションをしよう」という提案から行われた。
ディシディアシリーズの今後の展開について高橋は「本作でUMDの容量ギリギリまで要素を詰め込んだのでこれ以上は不可能であり、もし次があるとすればハードが変更される」と、野村は「対戦格闘型のディシディアは本作でやりきった感があるので本作のUT版を含めて今後発売される事は無いが、こうした夢の共演は機会があればまた別の形でしたい」とそれぞれ語っており、他の主なスタッフの多くも続編や派生作品の制作に意欲を持っている。
2011年4月11日には本作の大会『DDFFバトルトーナメント+』の開催が発表され、出場者の募集も開始された。

## システム

### ストーリーモード
ストーリーに沿って物語を進めて行く本作のメインモードである。前作には無かったワールドマップが新たに作成され、コスモスの戦士達は闇に閉ざされた世界を廻りながらカオスの軍勢と戦い物語を進めて行く。
マップを移動するキャラクターは「パーティー」を組んで移動し、プレイヤーが操作するキャラはマップ上に全身で表示される。それ以外のキャラはアシストキャラとして画面下に顔アイコンで表示されて行動を共にする事となり、そのメンバーは物語の展開によって固定される場合と任意で選択できる場合とがある。
マップ上には宝箱や敵、黒い石、ショップ、本作のダンジョンとなるひずみ、意思の力、テレポストーンが配置されており、敵に対してはこちらから攻撃を仕掛けるか敵の攻撃を受けるかすると戦闘に移行し、テレポストーンは触れる事で違うマップに行く事が出来る。意思の力、黒い石はマップ上に点在しており、攻撃を加えると破壊する事ができ、意思の力は四つ破壊する事でダンジョンで使用可能になるスキルを得る事が出来、黒い石は破壊する事で新たなムーブポイントが出現する。
ワールドマップは「かつて街があった世界」として作成されているため街は登場せず、ショップはモーグリが経営する「モーグリショップ」という形で登場する。なお前作同様のGILを消費してアイテムを購入するショップもモーグリショップとは別に残されている。ワールドマップは前作のリメイク部分にも登場する。
ワールドマップだけでなく前作同様のチェス盤状のステージもひずみとして残されている が前作にあったDPは廃止され敵や宝箱等の障害物が無い限り自由に移動できるようになっている。ひずみ内では前作のDP追加と同様に条件を満たせばKP（クポ）と呼ばれる通貨を貯める事が出来、モーグリショップでこれを消費する事でアイテム、召喚獣、スキル等が購入できる。各ひずみにはボーナスラインが設定されており、そのラインより低いレベルで挑めばボーナスとしてより多くのKPを獲得出来、反対にラインより高いレベルで挑んだ場合はその分だけKPがマイナスされる。
ワールドマップの形は「見て回りたくなる物を」という提案から見た目にも拘って作られており、若干の相違点はあるものの初代『FF』のワールドマップと同一の形になっている。
プロログスのストーリーモードは本編の序章として四連戦を勝ち抜くようになっており、2D会話時の画面でイベントが進行するというプロログスオリジナルの演出もある。このストーリーは「四連戦で行くというアイデアはあったが展開上イミテーションが出せない上に会話を淡泊にする訳にも行かなかったためこのような形式になった」との事。

### パーティーバトル
本作で新たに追加されたバトル方式で二組のパーティーがそれぞれ五人まで、最大十人までのキャラクターが戦う団体戦である。戦闘方法は操作キャラクターが倒されるまで戦い続け、倒されると次のキャラクターに交代する勝ち抜き戦と一回戦ごとに操作キャラクターを変更する総当たり戦があり ストーリーモードのダンジョンやフリーバトルでは勝ち抜き戦か総当たり戦かを任意で変更する事が出来る。ストーリーモードのパーティーバトルは半数以上勝利すると勝利確定となり、それ以上のバトルは行われないまま終了する。またその際KPチャンスは満たした事となりKPは獲得できる。経験値は勝ち抜き戦の場合はパーティー全員に入るが総当たり戦の場合は相手の人数が5人以下の場合相手が居ないキャラは獲得できない。
フリーバトルやフレンドカードでのパーティーバトルは通常のバトルと異なり、各キャラクターに能力を向上させるジョブを設定して戦う事が出来る。ジョブは基本的な物のほか上級ジョブもあり、特定の組み合わせの基本ジョブで勝利する事でそのバトルが終わるまで、あるいは一度敗北するまで使用できるようになる。

### 戦闘システム
前作同様戦闘は1対1の対戦でブレイブ攻撃でブレイブを奪い合い、HP攻撃でブレイブを消費してダメージを与え、相手のHPを0にすれば勝利となる。本作のバトルシステムは前作のシステムを踏まえつつも本作用に一新されたシステムとして作成されており、前作から存在したEXモードに加えて新たに「EXモードと対となるシステム」としてアシストシステムが導入されている。これはアシストゲージを消費して他のキャラクターをアシストキャラとして呼び出して援護してもらうシステムであり、アシストキャラは呼び出された後、特定の攻撃を行って帰還する。アシストゲージは空振りでもいいので攻撃を行うと溜まるが、時間の経過で減っていく。また、EXモードになる事で相手のアシストゲージを一気に空にする事が出来る。アシストゲージは二本に分かれており、通常時に一本のみ使うとブレイブ攻撃を、二本同時に使うとHP攻撃を行う。ストーリーモード以外ではアシストキャラは変更可能だが攻撃技の変更は不可能である。アシストキャラの攻撃は連携に組み込めるように調整されており、アシストキャラを用いた連携には通常では攻撃を受けない激突状態の敵にも激突させた直後にアシストキャラを呼び出すかアシストキャラの攻撃で敵を地面や壁に叩き付けた際にはもう一方の攻撃を当てる事が出来る激突連携と追撃の追加効果を持ったアシストキャラの攻撃を当てた場合に発動できるプレイヤーが即座に敵の背面に回り込む追撃連携の二種類がある。
また、アシストキャラの攻撃がEXモード中の相手に当たった場合は「EXブレイク」が発動しマップブレイブを全て得たうえ相手のEXモードを強制終了させる。
アシストキャラが攻撃を行う前に敵の攻撃を受けたりアシストキャラの攻撃をガードされると「アシストロック」が発動し、しばらくの間アシストキャラの召喚やゲージのチャージが行えなくなる。EXモード時にアシストロックを行った場合は「アシストブレイク」となりマップブレイブを全て得た上でアシストロックを行う。また、連続攻撃を受けている最中にアシストキャラを召喚するとアシストキャラが身代わりとなって攻撃を受ける。
EXゲージの新たな活用法として「EXリベンジ」がある。これは敵の攻撃を受けている最中にRボタンと□ボタンを同時に押すことで発動し敵の攻撃を弾き返し、さらに時間経過を遅くして反撃する事が可能になるシステムである。前作でも攻撃を受けている最中にEXモードに突入すれば攻撃を弾くことが出来たが、それとは異なりEXゲージが空になるためEXモードにはなれない。また、EXリベンジを受けた際にもアシストキャラを身代わりにする事は可能。
これらのシステムは「今作のバトルを支える柱になる 様々な面で対となる二つのシステム」として製作されており、「どちらを主軸にするかを意識しないとゲージが溜まらない様にしてEXとアシストの対立をより明確にするため」に本作ではEXゲージの上昇量が前作の半分程度まで減少している。また本作では追撃を行うと行った側のキャラクターはマップ上のEXフォースをすべて吸収する事が出来るがこれは「激突はアシストに、追撃はEXに有効」という意図が組み込まれているためである。
さらに戦術に幅を持たせるためにダッシュアビリティも多数追加され、読み合いの要素を強くするために追撃のモーションも早くなっている がスタッフの間ではこれが本来の追撃のイメージだったとの事。また、本作ではプレイヤーが独自に戦闘時のオリジナルルールを作成し、ダメージの受ける量や吹き飛ばされる距離等を独自に設定する事が出来るようになっている。ストーリーモードではオリジナルルールはひずみによって有効な場合と無効な場合とがある。
上記の変更以外にも様々な点が細かな部分で異なっている。

### モグweb
前作のすれちがい通信を発展させたシステム。前作と同様にすれちがい通信を行えるほか、オリジナルクエストの作成、配信やダウンロードやネットを通じての疑似すれちがい通信、フレンドコードの設定などを行う事が出来る。
オリジナルクエストは前述のオリジナルルールに加え勝利、敗北条件、バトル前の会話テキスト等も作成する事が可能で、製作したクエストはネット上に配信する事ができ、配信されたクエストをダウンロードして挑戦、評価する事も可能で配信されたクエストをクリアすると報酬が獲得できる。なお、クエストクリアの報酬は「報酬目当てでクリアするユーザーが現れるのをなるべく避ける」ために本編でも入手できる物になっている。他のユーザーのフレンドコードを入力する事でそのユーザーが作成したクエストを一気に検索できる他、勝利条件や難易度からの検索も可能。この他公式クエストの配信も行われており、それらは原作作品の紹介やストーリーの補完を中心として作成されている。
前作のすれちがい通信ではアドホック・パーティーを使用するか他のユーザーとすれちがわなければ通信できず、「周囲にユーザーがいないために通信出来なかった」という意見があったため本作では一日4人までならネット上で疑似すれちがい通信を行う事が出来る。前作同様フレンドカードとゴーストも設定可能であり本作では前述のパーティーバトルのパーティーとキャラクター単独のどちらかを選んで設定する事が出来、キャラクター単独を設定した方がよりプレイヤーの挙動が反映されたゴーストが設定出来る。また、前作では不可能だった自分自身のゴーストとの対戦も可能になっている。
発売から8日後の3月11日、登録クエストが5000件、クエスト総ダウンロード数が20万件を突破した事が発表された。

### その他のシステム
前作同様、アクションが苦手なユーザー向けのスタイルとして、前作のコマンドバトルを発展させたRPGスタイルも搭載されている。コマンドバトルはアビリティを習得しないと行動の判断が良くならず、結果として本来使って欲しい人から敬遠されてしまったため、本作のRPGスタイルは最初から的確な判断をするようになっており、さらにボタン入力だけで指示を出せるようにすることでより手軽になっている。さらに手軽にするために当初統合されていた「RPGスタイル+」の要素も「逆に扱い辛くなった」という意見が多かったため、「慣れてきたら使って欲しいアビリティ」として分割された。RPGスタイルではアシストはLボタンを押して使用する。
前作に登場したキャラクターにも「サードフォーム」と呼ばれる新コスチュームが追加されている 他、キャラによってはさらに第四のコスチュームが用意されている。サードフォームは前作のアナザーフォームと同様PPを消費して購入する事で使用可能になる。
ストーリーモードのイベントシーンでは一部のキャラクターがサードフォームで登場し、それらのキャラクターは前作と所属陣営が異なっている。サードフォームはインパクトと「そのフォームで戦いたいと思わせられるようなもの」かどうかを重視して決められており、すんなりと決まったキャラもいれば最後まで難航したキャラクターもいる。
前作と同様にストーリーを進めるとレポートを入手できるが本作のレポートは前作と異なりミュージアム内の閲覧データでは無く独立した一つのモードで一種類のみとなっており、レポート閲覧画面の青色で表記された文字で○ボタンを押す事で本編を補完するサイドストーリーをプレイする事が出来る。このサイドストーリーの採用は「本編だけでカバーできない部分はどうしても出てくるが、その部分を描かないのは勿体無いため何とか入れられないかと考えた結果このような形となった」ためである。

## ストーリー
| 序章 | 序章         | 序章   | 序章         |
| ---- | ------------ | ------ | ------------ |
| FF   | 聖域へ       | 聖域へ | 聖域へ       |
|      |              |        |              |
| 章名 | シナリオ     | 章名   | シナリオ     |
| 1章  | 新たな敵     | 5章    | 選択         |
| 2章  | 揺るぎない瞳 | 6章    | 形なき真実   |
| 3章  | 手掛かり     | 7章    | 仲間         |
| 4章  | 思いの行方   | 8章    | 記されぬ戦い |

本作のストーリーの内12回目の戦いの部分は最初からキャラクターを自由に選んで進める事が出来たオムニバス形式であった前作とは異なり、使用するキャラクターが固定された章仕立てになる。章をクリアすると他のキャラクターに切り替わる方式となっている。

### ゲーム開始前
幾多の時の間、繰り返されてきた調和の神コスモスと混沌の神カオスによる神々の争い。二対の神に召喚された戦士達は元いた世界の記憶を失い、自らを召喚した神に仕えて神々の争いに参戦しなければならない。そして勝敗が決まると戦士達は浄化と呼ばれる処置によって戦いの記憶を失い、そしてまた戦いは繰り返され、神々の争いは決して終わる事は無かった。

### ゲーム本編
12回目の神々の争いにおいて、コスモスは自らを犠牲にしてでも戦士達を戦いの輪廻から解き放つため、自らの力をクリスタルとして戦士達に与える。一方、カオスに仕える者達は次元の扉と呼ばれる場所から戦士達に酷似した人形「イミテーション」を見つけそれを戦力に取りこむ。
コスモスの戦士の一人ライトニングは、カオスの戦士ガーランドから「イミテーションに倒された戦士は復活する事が出来ず、完全に消滅してしまう」という事を告げられる。イミテーションの事をコスモスに聞くためにコスモスの元に戻ろうとしたライトニングだがその道中で仲間とはぐれ、さらにコスモスの戦士カインが他の戦士を倒している事を知る。
単身コスモスの元に辿り着いたライトニングは、そこにいたウォーリア・オブ・ライトからカインと自身の真意、そして神々の戦いが繰り返されてきた事を知る。ウォーリア・オブ・ライトはこの戦いに敗北し、次の戦いに望みを託そうとしていた。カインがコスモスの戦士を倒していたのはイミテーションの犠牲になるのを防ぐためであった。
だがライトニングは現時点での敗北を拒否し、イミテーションの発生元を叩いた上での敗北も次への希望となるとして戦いを続ける道を選ぶ。その場で合流したラグナ、ヴァン、ユウナも彼女に賛同し、ラグナが掴んでいた情報を元に次元の扉へと向かう。道中でカイン、そして彼に助けられたティファと合流したライトニング達は遂に次元の扉を見つけ出し、破壊に成功する。
だが既にコスモスの元に向かっていたイミテーションの大群は、ウォーリア・オブ・ライトを退けコスモスの元へと迫っていた。コスモスは生存している戦士達を守るため、世界の安定のために使っていた力を解き放って自ら敗北を選ぶ。そして12回目の戦いは終わり、浄化を受けた戦士達は新たな戦いへと望む。だが神々の力の均等は崩れ、世界は混沌の力に飲みこまれていた。

## クリア後のシステム
本編のストーリーモードをクリアすると「最後の戦い」「ラビリンス」「知られざる物語」が解放される。

### 最後の戦い
| 最後の希望                      | 最後の希望   | 最後の希望   | 最後の希望   |
| ------------------------------- | ------------ | ------------ | ------------ |
| FF                              | 砕かれた世界 | 砕かれた世界 | 砕かれた世界 |
| Destiny Odyssey（個別シナリオ） |              |              |              |
| 原作                            | シナリオ     | 原作         | シナリオ     |
| VII                             | 迷いの先に   | II           | 夢の蕾       |
| III                             | 知恵か勇気か | VIII         | 孤高の決意   |
| VI                              | 意思が示す道 | IX           | 信じる気持ち |
| IV                              | 月の導き     | V            | お宝探し     |
| X                               | 託された力   | I            | 意思を継ぐ者 |
| Shade Impulse（共通シナリオ）   |              |              |              |
| DDFF                            | 輪廻の終わり |              |              |

前作で描かれた13回目の戦いのリメイクであり、ストーリーに変更はないがダンジョンは一新され会話は一部変更、イミテーションは本作で新たに追加されたキャラも含まれ、本作で新登場したマップも存在する。ストーリーの選び方は12回目の戦いとは異なり、前作同様キャラクターを自由に決めてプレイする事が出来るようになっているが、各章の並び方はナンバリング順になっていた前作とは違い時系列順になっており、各章の名称も異なっている。このリメイクは「12回目の戦いが終わると13回目の戦いもやりたくなるようになっている」ために行われた。

### ラビリンス
前作のデュエルコロシアムをさらに発展させたモード。デュエルコロシアムと同様に並べられたカードから対戦相手を選び、勝利するとメダルを入手できる連戦を勝ち抜いていく。デュエルコロシアムと異なるのは、装備や召喚石を持ち込む事が出来ず、それらを使用するにはメダルと交換する必要がある点と、連戦が続くのではなくテントやコテージといったアイテムを使う事で中断できる他、開かれた扉が描かれたカードという終了場所が存在しそれを選択するかEXITを選ぶ事で終了する事が出来る点である。ラビリンスで入手したアイテムは基本的にそのラビリンスのプレイ時にしか使用できないが、特殊なアイコンが付いているアイテムだけは前作と同様に入手し他のモードでも使用する事が出来る。

### 知られざる物語
本編と最後の戦いをクリアするかPPカタログで「知られざる物語 先行解放」を購入するとプレイできるようになる、ディシディアの世界とは似て非なる「大いなる意思の悪夢の中」の世界を舞台としたストーリー。本作や神々の戦いの謎が解明されている他、前作のシャントットとガブラスのストーリーも収録されている。このストーリーはプレイするごとにパーティーを変更でき、操作キャラには他のストーリーモードでは選べないカオス陣営、XIのキャラクター、ガブラス、ギルガメッシュも選択する事が可能。このモードに登場するキャラクターは大いなる意思の記憶の中の人物として設定されているため、会話の内容も大いなる意思の思考を反映したものとなっている。知られざる物語の赤いひずみは他のストーリーのひずみと異なり、一度クリアしても青いひずみに変化するため何度でも再挑戦が可能。

## 登場人物
| 原作               | コスモス陣営                              | カオス陣営                                |
| ------------------ | ----------------------------------------- | ----------------------------------------- |
| 『FFI』            | ウォーリア・オブ・ライト                  | ガーランド                                |
| 『FFII』           | フリオニール                              | 皇帝                                      |
| 『FFIII』          | オニオンナイト                            | 暗闇の雲                                  |
| 『FFIV』           | セシル・ハーヴィ カイン・ハイウィンド     | ゴルベーザ                                |
| 『FFV』            | バッツ・クラウザー                        | エクスデス ギルガメッシュ                 |
| 『FFVI』           | -                                         | ティナ・ブランフォード ケフカ・パラッツォ |
| 『FFVII』          | ティファ・ロックハート                    | セフィロス クラウド・ストライフ           |
| 『FFVIII』         | スコール・レオンハート ラグナ・レウァール | アルティミシア                            |
| 『FFIX』           | ジタン・トライバル                        | クジャ                                    |
| 『FFX』            | ジェクト ユウナ                           | ティーダ                                  |
| 『FFXI』           | シャントット プリッシュ                   | -                                         |
| 『FFXII』          | ヴァン                                    | ジャッジ・ガブラス                        |
| 『FFXIII』         | ライトニング                              | -                                         |
| 『本作オリジナル』 | -                                         | デスペラードカオス                        |

プレイヤーキャラクターは前作から続投している22名に新キャラクター9名を加えた全31名。内隠しキャラクターは3名。新キャラクターは当初は前作で参戦キャラクターが一人以下の作品からコスモス、カオス両陣営のキャラクターを追加する予定だったが、その後その縛りを外し、とにかく参戦が期待されているキャラクターを登場させるという方針に変更された。そのためコスモスとカオスで対となるような人選はされておらず、キャラクターの人気や個性の出しやすさなどを基準にして選ばれており、二人以上同陣営に所属しているキャラクターが登場するケースもある（『FFIV』のカインとセシル等）。前作に登場したキャラクターも全て登場するが、本作で新たに描かれているストーリーの中核を担うのは新キャラクターであり、続投しているキャラクターの中には前述の通り所属陣営が変更されているキャラクターも存在する。
前作同様各キャラクターには声優が起用され、既に声優がキャスティングされているキャラクターは原則続投しているが、例外としてヴァンとギルガメッシュは本作と以前の作品で声優が異なっている。
『FFXII』の主役であるヴァンを演じていた俳優の武田航平は、前作『ディシディア』の発売後、モーションも担当したヴァンを演じた時の思い入れをブログに綴っており、同じ役に挑戦したいと語っていた。しかし続編となる本作では2010年11月にヴァンが出演決定したとゲーム雑誌に掲載された直後、何度もオファーを出していたにも関わらず前事務所との折り合いで断念したと本作の公式サイトで理由まで明かされたほどであった。ヴァン役はオーディションを行い、武田と声質が似ている小野賢章が後任を務めることとなった。武田本人はTwitterにて小野にエールを送っている。

## 戦闘ステージ
| 原作 | マップ                              | 原作 | マップ                                |
| ---- | ----------------------------------- | ---- | ------------------------------------- |
| FF   | 過去のカオス神殿                    | VI   | ガレキの塔 魔列車                     |
| II   | パンデモニウム パンデモニウム最上階 | VII  | 星の体内                              |
| III  | 闇の世界 クリスタルタワー           | VIII | アルティミシア城                      |
| IV   | 月の渓谷                            | IX   | クリスタルワールド 劇場艇プリマビスタ |
| V    | 次元城                              | X    | 夢の終わり                            |
| XI   | 天象の鎖                            | XII  | 空中要塞バハムート                    |
| XIII | オーファンズ・クレイドル            | DFF  | 秩序の聖域 混沌の果て                 |

前作に登場したステージに加えて
- オーファンズ・クレイドル『XIII』[39]
- 空中要塞バハムート『XII』[26][39]
- クリスタルタワー『III』[22]
- パンデモニウム最上階『II』[25]
- 劇場艇プリマビスタ『IX』[25]
- 天象の鎖『XI』[23]
- 魔列車『VI』[23]

といった新たなステージが追加されている。新たに追加された戦闘ステージは『XI』『XII』『XIII』は前作で戦闘ステージが登場していなかったため当初から登場する事が決定していたが、前作とは違う場所を再現した物も作りたいという思いから他のステージの製作も決定した。他ステージの開発はワールドマップの導入から作業時間が足りなくなる事が懸念されたため一度は断念したが、高橋の「他ステージも製作して欲しい」という要望により製作される事となった。
追加されたマップはラストダンジョンではない物や原作で参戦キャラとまったく関係ない物もあるが、これは「縛りを外した」 としつつも「原作で印象に残っている場所を」という方針の元、バトル企画の関係者との話し合いで提案された物を中心に仮マップを作り、面白いか、盛り上がるかなどを確認しながら選ばれている。中でもパンデモニウム最上階は当初は候補では無かったが、3Dマップグラフィックディレクターの吉川隆之がネットでFFファンの印象の残り方を調べてみたところ、皇帝の「ウボァー」共々ヒット数が凄かったために吉川が勝手に製作して了承を得たという経緯がある。前作では全てのステージに通常ステージとギミックがある真ステージが存在したが、他ステージには真ステージが存在しない。

## ダウンロードコンテンツ
本作はコスチュームやBGM等をダウンロードコンテンツとして配信する試みや他作品とのコラボレーションも行われており、2010年12月22日発売の『ザ・サード バースデイ』、2011年1月20日発売の『キングダム ハーツ バース バイ スリープ ファイナル ミックス』、2011年3月24日発売の『FFIVコンプリートコレクション』にはPlayStation Storeで入力すると、本作で真コスチュームが使用できるようになるプロダクトコードが同梱されており、本作の初回出荷版にもティファの新コスチュームのダウンロードコマンドが記されている『FFトレーディングカードゲーム』のプロモーションカードが同梱されている。このコラボレーションは前者二作については本作と製作が並行して行われており、開発スタッフにも共通する人物がいたので実現する事となった。また、発売翌日にはPlayStation Storeで追加データの無償ダウンロードが開始された他3月24日からは有料コンテンツの配信も開始され、携帯サイト「ファイナルファンタジーモバイル」では会員限定のダウンロードコマンドが配信され、「スクウェア・エニックスメンバーズ」では本作と連動するコンテンツを提供するための特設サイトが開設された。さらに『Vジャンプ』や『アルティマニア・RPGSIDE』といった書籍にもコンテンツダウンロード用のプロダクトコードが付属している。
2011年3月30日にはキャラクターモデル観賞用のModelビューワーと専用のERマーカーを用いる事でキャラクターモデルを現実に出現させる事が出来るiPhone/iPod touch向けのアプリケーションソフト『ディシディア デュオデシム ファイナルファンタジー AR』が配信された

## 開発

### コンセプトと経緯、詳細
本作の開発が始まったそもそものきっかけは池田の熱意であると言われている。池田は前作の打ち上げ時に既に続編製作の熱意を持っており、会社の上層部へも働きかけていた。そして前作でプランニングディレクターを務めた高橋光則も『ディシディア ファイナルファンタジー ユニバーサルチューニング』を作っている途中から「もっと色々な事が出来た」と思っていた。池田の熱意を受けた高橋が動いたのを筆頭に開発スタッフ全員でプロデューサーの野村に相談したところ、野村も前作を制作した際に「こうした作品は開発を重ねていく事で磨かれていく」と考えていたため了承が出たことから始まり、全体の開発コンセプトを「業界内で『ディシディアシリーズ』の存在感をしっかりと確立できる作品にする」とし、「『DFF』のエッセンスを踏まえつつも全く新しい遊び方や楽しみ方を作る」というコンセプトで2009年8月より制作が開始された。「012」と書いて「デュオデシム」と読むサブタイトルは、ただ単に『ディシディア ファイナルファンタジーII』と付けてもインパクトが無い上に、前作の戦いの後をイメージさせてしまうと考えたために、過去の戦いに当たる「12」を付けることにした。しかしローマ数字の「XII」では『FFXII』と混同してしまうと考え、表記をアラビア数字の12のままにし、「ディシディア」がラテン語であるのに合わせ「12」のラテン語訳「デュオデシム」とした。これでもそのままでは見た目のインパクトが弱かったため、最後に頭の0が付け足されて決まった。このサブタイトルを聞いた高橋は「0がFF世界の出発点のようなイメージのディシディアの世界観を、1がディシディアシリーズ1作目に当たる前作の、2が2作目に当たる本作を表していると感じる事が出来るとてもいいサブタイトルである」と語っているが、野村によると「そこまでは考えていなかった」との事。
開発にあたり、まずは入れたい新要素をリストアップし、それが実現可能かどうかを確認したところそれらの要素は全て実現された。バトルシステムは野村の「『DFF』の続編を作るならまずバトルシステムをもっと進化させる必要がある」という考えの元に高橋が「プレイヤーの選択肢を広め、なおかつ対戦ゲームなのでキャラクターを多く登場させる事で賑やかにする」という目標を立て、その目標に対する答えとして大掛かりなEXモードとは対照的に小刻みに使えるシステムとしてアシストシステムが導入され、さらに野村の「EXモード一遍になりがちだった前作のバトルシステムを変えて違う勝利を狙えるような新しいブレイクを導入して欲しい」という注文からEXブレイクとアシストブレイクが組み込まれた。これと同時にアシストシステムは当初呼び出したキャラクターがただ攻撃するだけのシステムだったが、激突させた相手に攻撃を加える事が出来るようにしたところ爽快感を得る事が出来たために激突連携が、通常の追撃時EXフォースを回収するシステムを加えたためアシストの方にも追撃の要素を入れたいとして追撃連携が組み込まれた。メインプログラマーの池田によると「プログラム的には前作で既に四人対戦も出来るような感じにはしていたのでアシストキャラクターを登場させること自体は楽だったが、四人分のデータをPSPのメモリ内に納めなければならず、どの技であればメモリに入れられるかまでを考えながら技の選定を行うのがかなり大変であり、メモリの容量から断念した演出もある」との事。
ストーリーモードではワールドマップとダンジョンの形式が導入された。野村は前作の時点で考えていたこの形式を高橋に持ちかけたところ、高橋も「RPGユーザーへの訴求をより高めるための方法」として同じ事を考えていたが、前作では既に移動システムが完成していたために断念していた。本作でも当初は予定になく導入は困難かと思われていたが、RPGプランナーの下田を初めとするスタッフたちの頑張りによって導入される事となり、高橋は本作のストーリーモードを「ディシディアで追求したストーリーの形である」と語っている。ワールドマップについては開発途中からの導入となった事もあり、当初は2Dでの作成も考えられていたが3Dでの作成が実現する事となった。また、レポートにショートストーリーが組み込まれたのは下田のアイデアであり、「可能な限り謎を残さない」という方針の元からキャラクター図鑑の解説やレポート、ショートストーリー、知られざる物語で多くの謎が解明されるようになっている。12回目のストーリーは「何を理由として敗北となるのか、消滅するキャラクターとしないキャラクターの違いをどうするか」を試行錯誤しつつ、「12回目の戦いに意味を持たせつつも13回目の戦いの意味を薄めないように」して作成されている。また前作のストーリーのリメイクは当初は前作のモードをそのまま収録する案も出ていたが、「せっかくなら作り直そう」という事から製品の形となった。
知られざる物語はワールドマップの導入が決まったと同時に導入が考えられたモードであり、多くのプレイヤーがクリアできるように調整されている他のストーリーモードと比べてかなり手応えが感じられるようにバランスが調整されている。
新要素は「FFファンなら誰でも一度は自分の思い通りのパーティーを組んでみたいと考えるのではないか」という考えから パーティーバトルが、「プレイヤーどうしのコミュニケーションをもっと進めるような仕組みを入れたい」という考えから当初の予定には無かったオリジナルクエストが導入される事になった。オリジナルクエストは当初はオリジナルイベントとして作成されていたがDDFFの良さの一つはカスタマイズであるという考えから設定可能な範囲をバトルにまで広げ、ゲームバランスを調節できるオリジナルルールのシステムも組み込まれた。
本作のスタッフについて本作ではディレクターとしての参加となった高橋は「ほとんど前作と変わらないので誰に何を頼めばいいのか分かりやすく作業しやすい」と、野村は「客観的な意見を言う事はあるが、基本的には自由にやってもらっており、今回はおじいちゃんの知恵袋のような立場である」とそれぞれ語っている。
開発スタッフが最も苦労したのはPSPのメモリに入りきるようにデータを軽くする事であり、池田は「当初はかなり絶望的だったが、各プログラマーが地道な努力を重ねて少しずつデータ量を削って行った結果、最終的には逆にメモリが少し余る位まで軽くする事が出来た」と語っている。
本作について開発スタッフは「前作からプレイしているユーザーも今作からプレイするユーザーも納得できるクオリティになっている」と、高橋は「アクション好きなユーザーはここ、RPG好きなユーザーはここ、と好きな所を選んで遊べるようにしており、もちろん全部の要素をやりこんでもらっても楽しめる作品」と、野村は「前作よりもスタッフのモチベーションが上がっていた上、前作を経てスタッフ間のチームワークも生まれていたため相当いい作品に仕上がっている」とそれぞれ語っている。

### 主なスタッフ
- 高橋光則 - ディレクター
前作のプランニングディレクターから変更。
- 野村哲也 - クリエイティブプロデューサー＆キャラクターデザイン
- 野末武志 - ムービープロデューサー
- 間一朗 - プロデューサー
- 鯨岡武生 - バトルプランナー
- 下田翔太 - シナリオ担当
前作のバトルプランナーから変更[5]。
- 池田隆史 - メインプログラマー
前作に引き続きメインプログラマーを担当[5]。
- 石元丈晴 - メインコンポーザー,編曲
- 関戸剛, 河盛慶次, 鈴木光人, Rieko Mikoshiba - 編曲
- 佐藤賢太郎 (Ken-P) - オーケストラ／合唱編曲

## プロモーション
本作の情報が初めて公表されたのは2010年9月である。前作と異なり本作は情報が開示されてから短期間で多くの情報が公開されているがこれについて野村は「前作が待たせ過ぎたので今回は早く開示するように心がけた」と語っている。その後9月16日に開催された「東京ゲームショウ2010」のカンファレンスにおいて本作と『ザ・サード バースデイ』『キングダム ハーツ バース バイ スリープ』の連動企画が公表され、同イベントにおいて初めて試遊台も設けられた。
2011年2月9日にはニコニコ動画を利用した本作のMAD動画とイラストコンテストの募集が開始された。
2月23日からは東京、新宿のマルイワンでFFシリーズのグッズを取り扱う「FINAL FANTASY GOODS SHOP」が3月17日までの期間限定でオープンした 他、野村の要望でコラボレーションをする事となった「The World of GOLDEN EGGS」のローズ&マリー兄弟が登場するコラボCMが公式サイト限定で配信され、椿姫彩菜と週刊ファミ通のスタッフが前作についての思い出とプロログスの事を語る「ディシディア・デュオデシム・ファイナルファンタジー発売直前カウントダウン、女子会スペシャル」がニコニコ動画とPlayStation Storeで配信され、ニコニコ動画内に公式の特設ページがオープンした。
翌日24日には東芝『REGZA』のゲームモードを紹介する記事で本作が使用された。
発売前日の3月2日にはニコニコ生放送で『ディシディア 012 FF 発売前夜祭』が放送され、声優の緑川光（フリオニール役）と石川英郎（スコール・レオンハート役）を司会に据え、開発スタッフの北瀬佳範、高橋光則、鯨岡武生がゲームの内容解説に出演した。この放送ではデスペラードカオスの参戦、キャラコスやBGMなどのダウンロード、MAD動画プレイ&イラスト表彰式などが行われた。
発売日の3月3日には本作のサウンドを担当した石元丈晴がニコニコ生放送番組、『電波研究社〜アニメ・ゲーム・アニソン〜』に出演し本作のサントラについて語った。

## 評価と販売

### 評価
発売前のゲームを対象とした日本ゲーム大賞2010フューチャー部門において前作と同様受賞作品の一つに選出された。授賞理由は「前作から更に追加されたキャラクターや進化したシステムがFFファンの期待を集めたため」とされており、開発スタッフはこの受賞について「前作に引き続いての受賞であり、大変励みになる」と語っている。
発売前の各種雑誌の評価では『週刊ファミ通』で前作の36点を超える38点を記録し前作同様プラチナ殿堂入りを果たした他、『電撃PlayStation』のバイヤーズガイドでも最高評価のSを記録し『電撃ゲームス』のレビューでもストーリー80、グラフィック85、キャラクター90、サウンド85と高く評価されている。
発売後は『電撃PlayStation』のレビューで80、85、90、85と評価されている。プレイしたユーザーのレビューでは「新キャラクターが多数参加しているのがいい」「原作の音楽が多数使われており、プレイしていて懐かしい気分になれる」「ボリューム満点で十分楽しめる」「アシストシステムで一遍になりがちだった前作の展開を打開しているのがいい」という好意的な意見がある一方で、「前作と大して変化していない」「前作のストーリーを再びプレイする事になるのは辛い」「引き継ぎやAI判断の内容が微妙」といった否定的な意見も存在した。

### 販売
本作の初動売上は30万4789本であり 前作同様販売週一位を獲得しているが前作の約50万本よりは低下している。その理由として「前作との違いをユーザーに周知してもらう前に発売日が来てしまい、さらにニンテンドー3DSの販売時期と重なった事で立て続けにPSPソフトが発売された時期であった事が原因ではないか」とされている。ランキング外になるまでの最終的な販売総数も43万4326本と前作の約94万本の半分以下となった。

## 関連商品

### 音楽CD
DISSIDIA 012 FINAL FANTASY Original Soundtrack
2011年3月2日に発売された本作のサウンドトラック。フルオーケストラの演奏は、FILMharmonicorchestraが担当している。ゲーム内で使用されている楽曲の他、ゲーム内未使用の曲もボーナストラックとして収録されている。前作のサウンドトラックと同様、初回限定版と通常版の二種類があり、初回限定版はトールケース仕様である他本作と前作のミュージッククリップを収録したDVDが同梱されており、ミュージッククリップは「戦うミュージカル」をコンセプトに製作されている。このミュージッククリップは当初は予定に無かったが石元の強い要望によって収録される事となった。石元は「本CDに収録されている曲の中で一番のお気に入りは『Cantana Mortis & God in Fire』で、その理由は『ロックとミュージカルの融合にこだわった野村との作業が思い出深い曲なので』」と語っている。
- 初回限定版 品番(SQEX-10231-4)
- 通常版 品番(SQEX-10235-7)

### 書籍
Dissidia 012 -デュオデシム- FINAL FANTASY MASTER EX GUIDE
2011年3月3日発売。（ISBN 978-4-0877-9590-5）
ソフトと同日に発売された攻略本。構成　Vジャンプ編集部
ディシディア デュオデシム ファイナルファンタジー ポストカードブック
2011年3月3日発売。（ISBN 978-4-7575-3185-7）
イメージCG、キャラクター紹介を収録。製作 スクウェア・エニックス編集部
ディシディア デュオデシム ファイナルファンタジー アルティマニア -アクションSIDE-
2011年3月10日発売。（ISBN 978-4-7575-3161-1）
アクション、キャラクター解説に重点を置いた攻略本。編集スタジオベントスタッフ、出版スクウェア・エニックス
ディシディア デュオデシム ファイナルファンタジー アルティマニア -RPGSIDE-
2011年3月31日発売。（ISBN 978-4-757-5316-2-8）
ストーリー・モード解説に重点を置いた攻略本。FFXIIIで使用されたBGM5曲ダウンロードできるようになるプロダクトコードが付属している。編集スタジオベントスタッフ、出版スクウェア・エニックス

### その他
ディシディア デュオデシム ファイナルファンタジー AR
2011年3月30日配信開始。
本作に登場するキャラの内ウォーリア・オブ・ライト、ティナ、クラウド、ライトニングのキャラクターモデルを観賞したり専用のARマーカーを使う事で現実に召喚する事が出来るiPhone/iPod touch向けアプリ。